# Белое (заказник)
Бе́лое (бел. Бе́лае) — гидрологический заказник республиканского значения в Белоруссии. Располагается на территории Глубокского и Ушачского районов Витебской области.

## Общие сведения
Заказник создан в 1979 году с целью сохранения в первозданном виде озера Белое. Общая площадь территории составляет 950 га.
В заказнике запрещены промысловая рыбалка и использование плавсредств с мотором. Для туристов проводятся пешие и водные экскурсии, организована экологическая тропа и обустроено несколько стоянок.

## Описание
Территория заказника относится к северо-восточной части Свенцянской возвышенности, где расположен водораздел Балтийского и Чёрного морей. Рельеф — грядово-холмистый, с обилием моренных и камовых холмов и озов. Преобладающий тип почв — дерново-подзолистые, супесчаные.
90 % территории покрыто лесом, преимущественно сосновым. На юго-западе, западе и северо-востоке встречаются ельники, по берегам озера произрастает чёрная ольха.
В лесах растут 95 видов лишайников, в том числе цетрария исландская, и 89 — мхов. Семь видов высших растений, в числе которых баранец обыкновенный и любка двулистная, занесены в Красную книгу Республики Беларусь. Из представителей краснокнижной фауны на территории встречается большой крохаль.